# Джервонта Девіс
Джервонта Девіс (англ. Gervonta Davis; нар. 7 листопада 1994) — американський боксер-професіонал, який виступає в легкій ваговій категорії. Чемпіон світу за версією IBF (2017) та WBA (Super) (2018 — 2019, 2020) у другій напівлегкій вазі, чемпіон світу за версією WBA (2023 — т.ч.) у легкій вазі, володар титулу WBA (Regular) (2019 — 2023) у легкій вазі і (2021) у першій напівсередній вазі.
Просуванню Девіса сприяє промоутерська компанія Флойда Мейвезера мол. — Mayweather Promotions.

## Життєпис
Девіс розпочав заняття боксом ще коли йому було п'ять років. Любительська кар'єра Девіса була дуже успішною. Він виграв безліч національних чемпіонатів. У 2012 році виграв Golden Gloves (Золоті рукавички) в національному чемпіонаті, три Silver Gloves (Срібні рукавички) в чемпіонатах за 2006—2008, дві юнацькі золоті медалі національних Олімпійських ігор, двічі Police Athletic League в національному чемпіонаті, а також двічі Ringside World Championships. Девіс закінчив свою блискучу любительську кар'єру з вражаючим рекордом 206-15.
27 грудня 2022 року Девіса затримали в окрузі Бровард у Флориді через побиття людини.

## Професійна кар'єра
Професіональну кар'єру боксера розпочав 22 лютого 2013 року.

### Девіс проти Педраси
У поєдинку 14 січня 2017 року в Barclays Center у Брукліні, Нью-Йорк, що транслювався на телеканалі Showtime, Девіс інтенсивно й люто бив Хосе Педрасу (22-0, 12 КО) і в сьомому раунді нокаутом виграв титул чемпіона світу за версією IBF у другій напівлегкій вазі. Педраса зазнав першої поразки в кар'єрі, а Девіс став наймолодшим на той момент чемпіоном світу у боксі.
26 серпня 2017 року переміг нокаутом у 8-му раунді костариканського боксера Франсіско Фонсека (19-0-1), але напередодні бою Девіс не зміг вкластися в ліміт ваги (59 кг), показавши вагу 59,9 кг, і втратив титул чемпіона світу за версією IBF у другій напівлегкій вазі на зважуванні. Бій з Фонсекою відбувався у андеркарті бою Флойд Мейвезер — Конор Макгрегор.

### Девіс проти Куеллара
21 квітня 2018 року Девіс, що непрофесійним чином на зважуванні перед попереднім поєдинком втратив титул чемпіона за версією IBF, та ексчемпіон світу за версією WBA в напівлегкій вазі Хесус Куеллар, що програв свій попередній бій, дивним чином при наявності «звичайного» чемпіона WBA в другій напівлегкій вазі пуерториканця Альберто Мачадо розіграли ремінь «суперчемпіона» WBA. Переконливу перемогу здобув Девіс, що в другому раунді і двічі в третьому раунді надсилав Куеллара у нокдаун. Рефері зупинив це побиття.
У вересні 2019 року Девіс відмовився від титулу «суперчемпіона» WBA у другій напівлегкій вазі і перейшов у легку вагу.

### Девіс проти Гамбоа
28 грудня 2019 року у Атланті відбувся бій за вакантний титул чемпіона світу за версією WBA у легкій вазі Джервонта Девіс - Юріоркіс Гамбоа. Американець був впевненішим і агресивнішим за свого суперника протягом усього поєдинку, у 2 і 8 раундах надсилав кубинця в нокдаун, а у останній трихвилинці нокаутував і завоював титул чемпіона.

### Девіс проти Санта-Круса
31 жовтня 2020 року відбувся бій між чемпіоном WBA в легкій вазі Джервонтою Девісом і «суперчемпіоном» WBA в другій напівлегкій вазі Лео Санта-Крусом (Мексика). Незважаючи на те, що бій проходив в межах другої напівлегкої ваги, суперники змагалися за обидва титули. Санта-Крус непогано розпочав бій, але Девіс поступово перебирав на себе ініціативу і в 6 раунді, затиснувши мексиканця в куту ринга, завдав потужного аперкоту, зваливши Санта-Круса в важкий нокаут. Цей нокаут був визнаний нокаутом 2020 року за версією журналу «Ринг». Девіс став чемпіоном в двох категоріях.

### Девіс проти Барріоса
26 червня 2021 року Джервонта Девіс відібрав другорядний титул «регулярного» чемпіона WBA в першій напівсередній вазі у співвітчизника Маріо Барріоса, після чого продовжив виступи у легкій вазі.

### Девіс проти Раяна Гарсії
Однією з найбільш очікуваних подій 2023-го року у світі боксу став бій між Джервонтою Девісом і Раяном Гарсією. Девіс володів перевагою протягом більшої частини поєдинку і у другому раунді надіслав опонента в нокдаун, а у сьомому завдав удару в корпус, після якого Гарсія не зміг продовжувати бій.
29 листопада 2023 року, після того як чемпіон WBA (Super) у легкій вазі Девін Хейні відмовився від свого титулу, щоб перейти до першої напівсередньої ваги, Девіса підвищили до повноцінного чемпіона WBA в легкій вазі. 15 червня 2024 року в першому захисті титулу чемпіона нокаутував Френка Мартіна (США).

### Девіс проти Роуча
1 березня 2025 провів захист титулу проти чемпіона світу в другій напівлегкій  вазі за версією WBA Ламонта Роуча. Поєдинок пройшов всю дистанцію. В 9 раунді в одному епізоді Девіс присів на коліно, а потім, повернувшись спиною до суперника, побіг без пояснень рефері у свій кут, але рефері не відрахував йому нокдаун. Поєдинок завершився нічиєю, і це був перший поєдинок Девіса, в якому він не здобув перемогу.